# Monument de Nizami Ganjavi à Saint-Pétersbourg
Le monument de Nizami Ganjavi à Saint-Pétersbourg est situé sur une place située entre les maisons 25 et 27 sur Kamennoostrovsky Prospekt.

## Histoire
La sculpture avait été fondée à Bakou puis présentée à Saint-Pétersbourg comme un cadeau de l’Azerbaïdjan à l’occasion du 300e anniversaire de la création de la ville.
La sculpture a été créée par Geruch Babayev, un sculpteur azerbaïdjanais, ancien élève de l'Académie des arts et de l'industrie de Saint-Pétersbourg. Felix Romanovskiy, artiste émérite de la fédération de Russie est l'auteur d'un projet de piédestal. Le socle a été fabriqué dans l'entreprise «Kombinat-skulptura» de Pétersbourg. Vladimir Poutine, le président de la Russie et Heydar Aliyev, alors président de l'Azerbaïdjan, ont également participé à la cérémonie d'ouverture du monument.
Dans son discours prononcé lors de la cérémonie d'ouverture, le président russe Vladimir Poutine a déclaré: «Un événement très heureux et solennel se déroule actuellement - nous dévoilons un monument au fils éminent de l'Est, au fils éminent de l'Azerbaïdjan - le poète et penseur Nizami. Le chef du Département iranien de philologie et le doyen de la Faculté orientale de l'université d'État de Saint-Pétersbourg Steblin-Kamensky, parlant de ce monument caractérise la description de Nizami en tant que poète azerbaïdjanais comme un fruit de tendances nationalistes et comme une «falsification pure et simple "

## Architecture
La sculpture en bronze de 5 mètres du poète a été réalisée dans un style oriental. Nizami Ganjavi est représenté assis sur un banc sous une arche, en tenue orientale, un livre à la main. Les mots « Nizami Ganjavi » (en azerbaïdjanais: Nizami Gəncəvi) sont écrits sur le piédestal en azerbaïdjanais.